# 扬·托普斯
扬·托普斯（荷蘭語：Jan Tops，1961年4月5日—），荷兰男子马术运动员。他曾代表荷兰参加1988年、1992年、1996年和2000年夏季奥林匹克运动会马术比赛，其中1992年奥运会获得一枚金牌。